# Steinheim an der Murr

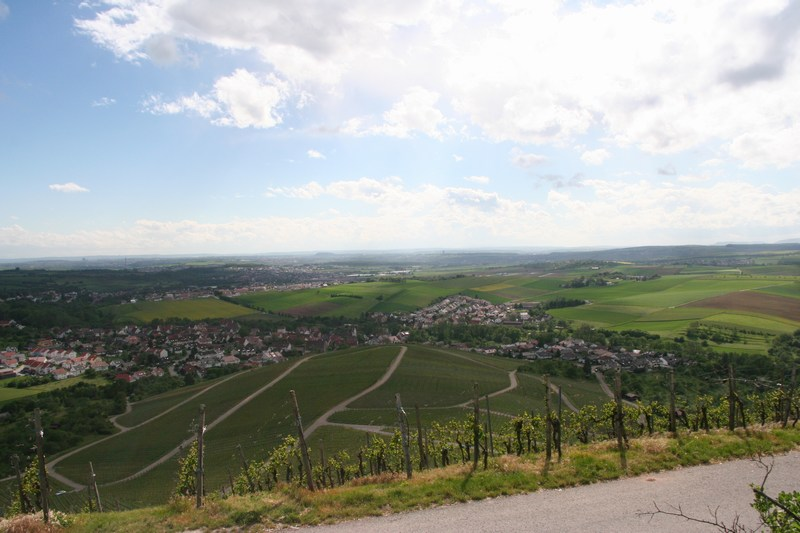
Dzielnica Kleinbottwar

Steinheim an der Murr – miasto w Niemczech, w kraju związkowym Badenia-Wirtembergia, w rejencji Stuttgart, w regionie Stuttgart, w powiecie Ludwigsburg, siedziba związku gmin Steinheim-Murr. Leży nad ujściem Bottwar do rzeki Murr, ok. 10 km na północny wschód od Ludwigsburga.